# Carl Benjamin
Carl Benjamin (født ca. 1979), undertiden kendt med online pseudonymet Sargon of Akkad, er en britisk højreorienteret politisk kommentator, antifeminist, polemiker, og Youtuber. Han er tidligere medlem af det euroskeptiske UK Independence Party (UKIP) og var en af partiets fejlslagne kandidater til Sydvestenglands valgkreds ved det europæiske parlamentsvalget i 2019.
Benjamin blev fremtrædende i forbindelse med GamerGate-kontroversen, hvor han fremmede en konspirationsteori om at feminister var i gang med at infiltrere computerspil undersøgelsesgrupper for at kunne få indflydelse på spiludvikling.  Han har siden Gamergate fokuseret på at promovere Brexit og kritiseret emner såsom feminisme, Islam, identitetspolitik, og hvad mener anser som værende politisk korrekthed i medierne og andre institutioner. Benjamen er af flere medier blevet beskrevet som politisk højreorienteret og en del af det yderste højre. Han afviser selv denne beskrivelse af sin politik og kalder sig i stedet en klassisk liberalist og en skeptiker.